# Euthanasie animale

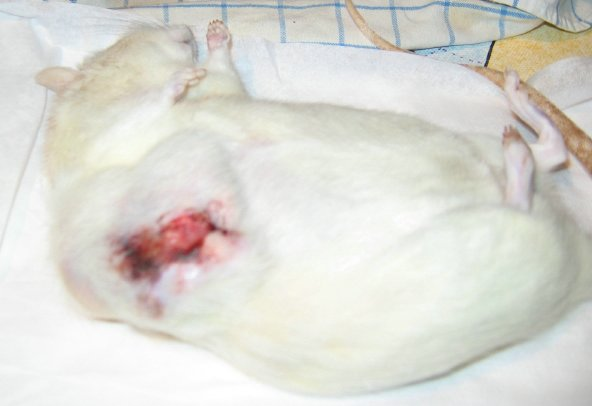
Rat de compagnie euthanasié pour abréger ses souffrances dues à une tumeur.

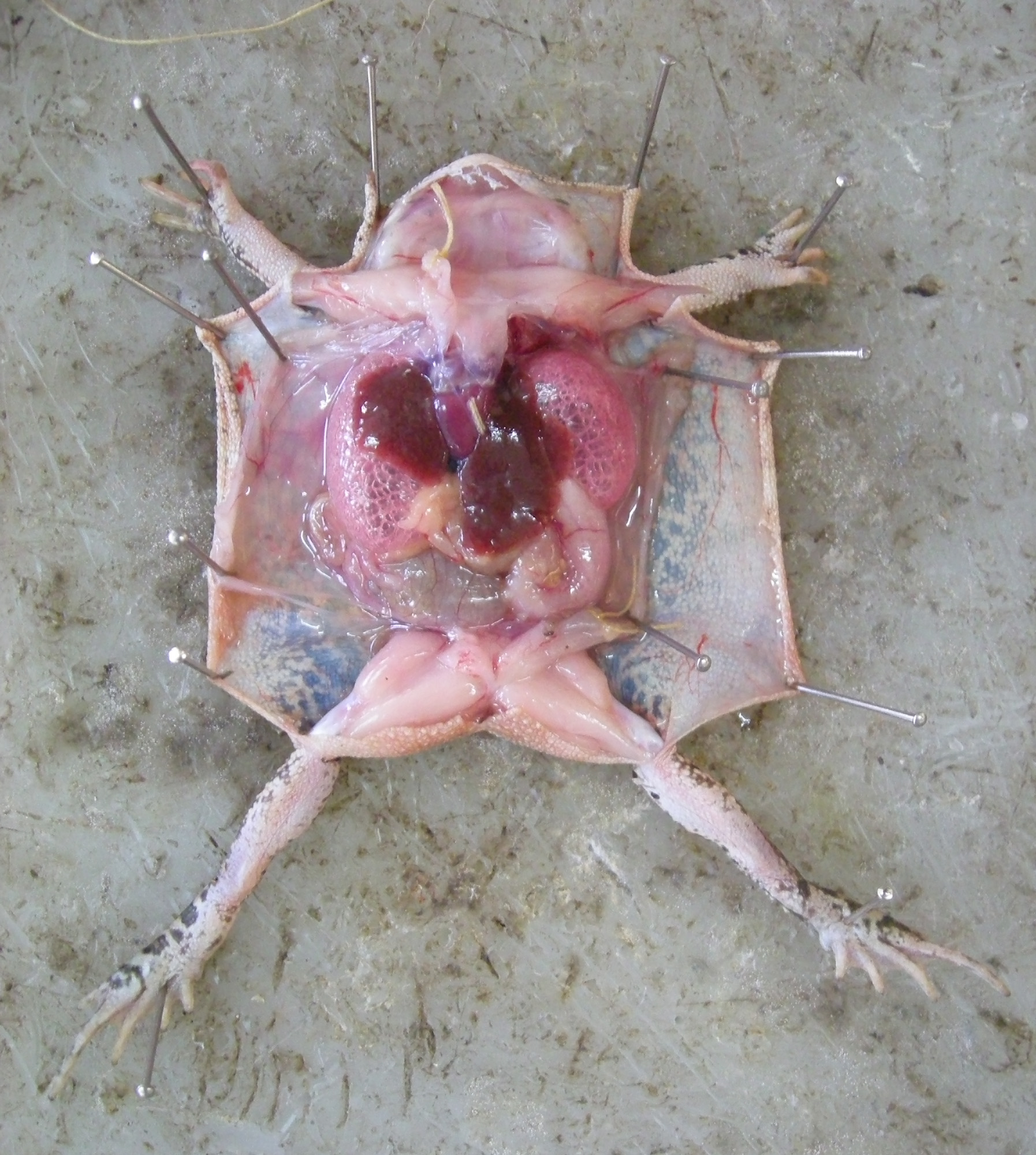
Grenouille de laboratoire euthanasiée au chloroforme pour l'observation scientifique.

L'euthanasie animale désigne un acte médical vétérinaire à visée humanitaire destiné à abréger la vie d'un animal présentant une pathologie physique ou mentale à l'origine de souffrances pour lui-même ou son entourage. L'euthanasie animale concerne aussi bien les animaux de compagnie, que les animaux d'élevage ou de laboratoire.
Dans le langage courant, les expressions « endormir » ou « abréger les souffrances » sont utilisées comme euphémismes pour atténuer le sens de ce mot.

## Espèces concernées

### Animaux de compagnie
Une étude australienne montre que la maladie est la raison la plus courante d'euthanasie chez les chats et les chiens. La sénilité de l'individu âgé, une blessure, des problèmes comportementaux ou le coût de traitements médicaux sont aussi des raisons conduisant à une euthanasie.
L'euthanasie est un acte courant en médecine vétérinaire des petits animaux. Selon une enquête réalisée en 2012 en France, la moitié des vétérinaires réalisent entre 5 et 10 euthanasies par mois, tandis que presque un tiers en réalisent moins de 5.

### Animaux de laboratoire
Le terme d'euthanasie animale est aussi couramment employé pour désigner l'abattage d'animaux ayant participé à une étude en laboratoire (prélèvements, recueil de données).

### Animaux d'élevage
L'euthanasie des animaux d'élevage est une question controversée qui soulève des préoccupations éthiques, environnementales et économiques. Elle concerne principalement les animaux d'élevage tels que les vaches, les porcs, les poulets, et les moutons. Voici quelques-unes des principales considérations liées à ce sujet :
1. Bien-être animal : L'euthanasie des animaux d'élevage doit être réalisée de manière humaine, sans causer de souffrance inutile aux animaux. Des méthodes d'euthanasie appropriées doivent être utilisées pour minimiser la douleur et le stress.
2. Raison de l'euthanasie : Les raisons de l'euthanasie des animaux d'élevage varient, mais elles incluent généralement la fin de la vie utile de l'animal, des problèmes de santé graves ou des conditions qui rendent la poursuite de l'élevage inappropriée.
3. Méthodes d'euthanasie : Différentes méthodes sont utilisées pour euthanasier les animaux d'élevage, notamment l'abattage humanitaire, l'administration de médicaments euthanasiques, l'électrocution, et l'étourdissement suivi de saignée. Les méthodes doivent être choisies en fonction de la taille, de l'âge et du type d'animal pour minimiser la souffrance.
4. Réglementation : La plupart des pays ont des réglementations spécifiques concernant l'euthanasie des animaux d'élevage pour garantir leur bien-être. Ces réglementations définissent les méthodes autorisées, les conditions d'euthanasie et les compétences requises pour les personnes effectuant l'euthanasie.
5. Consommation alimentaire : La viande provenant d'animaux d'élevage euthanasiés peut parfois être vendue pour la consommation humaine après des procédures d'inspection et de transformation spécifiques. Cependant, l'utilisation de ces animaux dans la chaîne alimentaire soulève des questions éthiques et de sécurité alimentaire.
6. Alternatives à l'euthanasie : Des efforts sont déployés pour trouver des alternatives à l'euthanasie, notamment des programmes de soins de santé préventifs pour réduire la nécessité de l'euthanasie, l'amélioration des conditions de vie des animaux d'élevage et des programmes de réhabilitation pour les animaux malades ou blessés.
7. Consommation de viande et éthique : La question de la consommation de viande en général est liée à l'éthique et suscite des débats sur les droits des animaux, la durabilité environnementale et la santé humaine. Certaines personnes choisissent de réduire ou d'éliminer leur consommation de viande en raison de préoccupations éthiques.

Il est important de noter que l'euthanasie des animaux d'élevage est souvent liée à des aspects économiques et industriels de la production alimentaire. Les pratiques varient d'une région à l'autre en fonction de la législation, des normes industrielles et des pratiques d'élevage. Les discussions sur ce sujet mettent en évidence l'importance de garantir le bien-être des animaux dans le cadre de la production alimentaire tout en répondant aux besoins de l'industrie alimentaire et de la consommation humaine.

### Faune sauvage
Il s'agit également de l'une des méthodes de contrôle des populations animales.

## Méthodes
L'euthanasie animale peut être réalisée par l'administration  de médicaments injectables/inhalés tels que le pentobarbital de sodium et la kétamine, ou par des méthodes physiques . Elle peut être faite par un surdosage anesthésique, une exsanguination cardiaque, une décapitation, une section intrathoracique des gros vaisseaux et du cœur, une percussion thoracique et thoracotomie avec rupture des gros vaisseaux. Selon les  directrives de l'association américaine de la médecine vétérinaire (AVMA), le surdosage d'anesthésique est recommandé comme méthode d'euthanasie acceptable. Cependant, la méthode la plus utilisée pour les rongeurs est le dioxyde de carbone en raison de la sécurité de l'opérateur.

## Les raisons de l'euthanasie
Bien qu'une bonne performance entraîne la mort humaine de l'animal, il existe diverses raisons d'euthanasie. Il arrive que l'euthanasie soit réalisée dans le but de préserver le bien-être de l'animal, tandis que dans d'autres, elle soit réalisée dans le cadre de la conception expérimentale des études où les animaux sont utilisés. Les deux situations nécessitent une compréhension claire des raisons de l'euthanasie par tous les membres du personnel impliqué.

## Confirmation de la mort
Il est nécessaire de confirmer la mort avant d'éliminer les restes d'animaux. On peut confirmer le décès en utilisant une combinaison de critères, tels que le manque de pouls, la respiration, le réflexe cornéen et la réponse à la pointe ferme des orteils, ainsi que l'incapacité d'entendre les sons respiratoires et le cœur. L'AVMA a élaboré des directives pour l'euthanasie des animaux, telles que l'utilisation d'un stéthoscope et le rigor mortis. À l'exception du rigor mortis, aucun de ces signes ne confirme la mort.

## Législation
En France, l'euthanasie d'un animal domestique ou d'élevage doit être effectuée par un vétérinaire.
Dans le cas des animaux jugés « dangereux », le Code rural autorise les maires à prendre toutes dispositions propres à empêcher la divagation d'un animal jugé dangereux, y compris l'euthanasie, à la charge de son propriétaire ou de son gardien.
Dans le cadre des laboratoires de recherche, l'euthanasie des animaux de laboratoire est pratiquée par des manipulateurs possédant l'autorisation d'expérimenter sur l'animal, délivrée par la préfecture.

## Aspects environnementaux
Dans le cas des élevages de montagne, pour lesquels il n'est pas toujours possible d'évacuer la carcasse après euthanasie, le mode d'euthanasie peut avoir des conséquences pour la faune sauvage. Dans les Pyrénées, des décès de vautours ont été observés après la consommation de carcasses euthanasiées au pentobarbital ou au thiopental sodique. D'autres molécules ont été envisagées pour éviter la contamination des charognards, mais posent des problèmes en termes de souffrance des bêtes euthanasiées. Dans les cas où les carcasses ne peuvent être évacuées, il a donc été proposé de recourir à des méthodes non-chimiques.

## Éthique
Chaque année dans le monde plusieurs millions d'animaux domestiques, et des millions d'animaux sauvages (des milliards même si l'on compte les invertébrés) sont tués (empoisonnés ou tués via des pièges) pour protéger les rendements agricoles, des stocks d'aliments ou de textiles, pour des raisons cynégétiques, de sécurité sanitaire, pour protéger des infrastructures, lutter contre la dispersion d'espèces invasives ou potentiellement invasives, etc.
Les vendeurs et utilisateurs privés de produits dits antiparasitaires et pesticides déciment ainsi des insectes, d'autres invertébrés (acariens notamment) et des vertébrés tels que rats et souris. Et jusqu'en pleine nature, des agents (gouvernementaux parfois) empoisonnent ou tirent des chats, des loups, des renards des lapins avec divers niveaux d'encadrement ou de surveillance éthique.

### Euthanasie de convenance
Une euthanasie de convenance se définit comme une euthanasie pratiquée sur un animal en bonne santé. Elle est éthiquement questionnée, même si une étude québécoise montre que la plupart des établissements vétérinaires acceptent de la pratiquer sous la pression de la clientèle, même si ce n'est pas une pratique courante.
L'euthanasie de convenance génère du stress et un dilemme moral chez les vétérinaires. Selon le vétérinaire comportementaliste Thierry Bedossa, l'euthanasie de convenance entraîne également une fatigue compassionnelle chez le personnel vétérinaire et les soigneurs de refuge.

### Prévention de la cruauté
Les notions de bien-être animal et de respects de l'animal ont depuis quelques décennies progressé, bénéficiant des découvertes des neurologues, des éthologues et des écologues d'abord au profit des animaux de compagnie et même aux animaux de laboratoire qui finissent euthanasiés. L'asphyxie par le gaz carbonique, la noyade et les poisons douloureux autrefois couramment utilisés pour tuer les animaux jugés nuisibles sont de plus en plus considérées comme inhumaines, et inacceptable pour les animaux domestiques, mais encore acceptées par une partie de la population pour des espèces jugées nuisibles ou agressives ou dangereuses pour l'homme. Les fonctionnaires américains chargés du contrôle de la faune au Département de l'Agriculture des États-Unis tuent chaque année des millions d'animaux risquant de nuire ou nuisant à l'agriculture ou en cas de conflits entre humains et animaux. Son porte-parole dit suivre « les directives produites pour l'euthanasie par l'association américaine de médecine vétérinaire, chaque fois que possible.»
Un ensemble de lignes directrices ont été récemment proposées par un groupe de travail réunissant des experts du bien-être animal, des conservateurs et des chercheurs gouvernementaux du monde entier, pour examiner l'éthique de projets supposés nécessiter la mise à mort d'animaux sauvages. Elles ont été rédigées à Vancouver en 2015 et publiées en février 2017 par la revue Conservation Biology. Ce travail intègre les découvertes les plus récentes du domaine de l'éthologie et du bien-être animal qui ont permis de mieux quantifier le stress, la douleur et la souffrance d'animaux exposés à différentes situations, y compris quand ils sont tués. Ce document propose que des contrôles ne soient faits que s'ils ont un objectif clair, important et réalisable. Il considère que le seul fait d'être classé comme «ravageur», «nuisible», ou «sauvage» ne peut à lui seul être une raison suffisante pour se débarrasser d'un animal en le tuant.
D'autres comme Bruce Warburton (de Landcare Research, en Nouvelle-Zélande) spécialiste de la lutte antiparasitaire jugent ces principes sains, tout en notant que leur application réduirait le nombre de moyens disponibles pour contrôler des animaux et/ou qu'ils risquerait d'entraîner un coût supplémentaire « au moins initialement ». Matt Heydon, expert en protection des espèces à Natural England estime que ces recommandations en faveur du bien-être animal vont un peu plus loin que celles suivies par son organisation utilise, tout en étant « largement similaires ». « Nous abordons la question avec un peu plus d'accent sur la biodiversité, bien que le bien-être des animaux soit également très important pour nous »" commente-t-il. Le ministère australien de l'environnement estime déjà suivre des règles de ce type.
Ainsi les opossums australiens (Trichosurus vulpecula) sont devenus des ravageurs invasifs en Nouvelle-Zélande. Ils sont souvent tués par des appâts imprégnés d'anticoagulants (de même que des millions de rongeurs dans le monde). Or, les anticoagulants sont l'un des pires poisons en termes de souffrance animale ; les victimes saignent durant des jours ou des semaines d'agonie. Ce poison est cependant plus sûr pour les animaux domestiques et les enfants, justement car il met longtemps pour tuer ; en cas d'ingestion accidentelle par un humain, on a le temps de lui administrer l'antidote. Alors que le cyanure qui serait plus rapide et "humain" ne permettrait pas de sauver un humain empoisonné. Une troisième option serait de réévaluer le besoin de tuer les opossums. Pourrait-on simplement les stériliser ?
Il existe des produits endormant les animaux, mais assez peu utilisés sauf pour les corvidés.

## Perspectives religieuses sur l'euthanasie animale
Les perspectives religieuses sur l'euthanasie animale varient en fonction des croyances spécifiques et des enseignements de chaque religion. Dans le christianisme, bien qu'il n'y ait pas de position unifiée sur l'euthanasie animale, de nombreux chrétiens privilégient le traitement compatissant des animaux et considèrent généralement l'euthanasie comme une solution de dernier recours pour mettre fin à la souffrance des animaux. De même, dans l'islam, où les animaux sont considérés comme faisant partie de la création d'Allah, certains érudits musulmans peuvent autoriser l'euthanasie animale si elle est réalisée de manière humaine et compatissante, notamment lorsque l'animal souffre énormément. Le judaïsme, le bouddhisme et l'hindouisme partagent également des valeurs de compassion envers les animaux et peuvent envisager l'euthanasie comme acceptable dans certaines circonstances, pourvu qu'elle soit effectuée avec compassion et dans le respect de la vie. Bien que chaque religion n'ait pas de doctrine spécifique sur l'euthanasie animale, beaucoup mettent l'accent sur la compassion, la bienveillance et le traitement éthique des animaux, ce qui peut influencer les perspectives des croyants sur cette question. En fin de compte, la décision d'euthanasier un animal est souvent considérée comme un choix personnel et éthique qui devrait être pris avec soin et compassion, en tenant compte du bien-être de l'animal.

## Impact de l'euthanasie
L'euthanasie a un impact psychique sur les vétérinaires qui l'exercent. Cela pourrait contribuer au fait que les vétérinaires présentent un taux de suicide plus élevé que celui de la population générale.
Les informations fournies par le vétérinaire et la sensibilité dont il fait preuve sont des paramètres importants qui influencent le deuil des maîtres d'un animal euthanasié.